# Havmannen

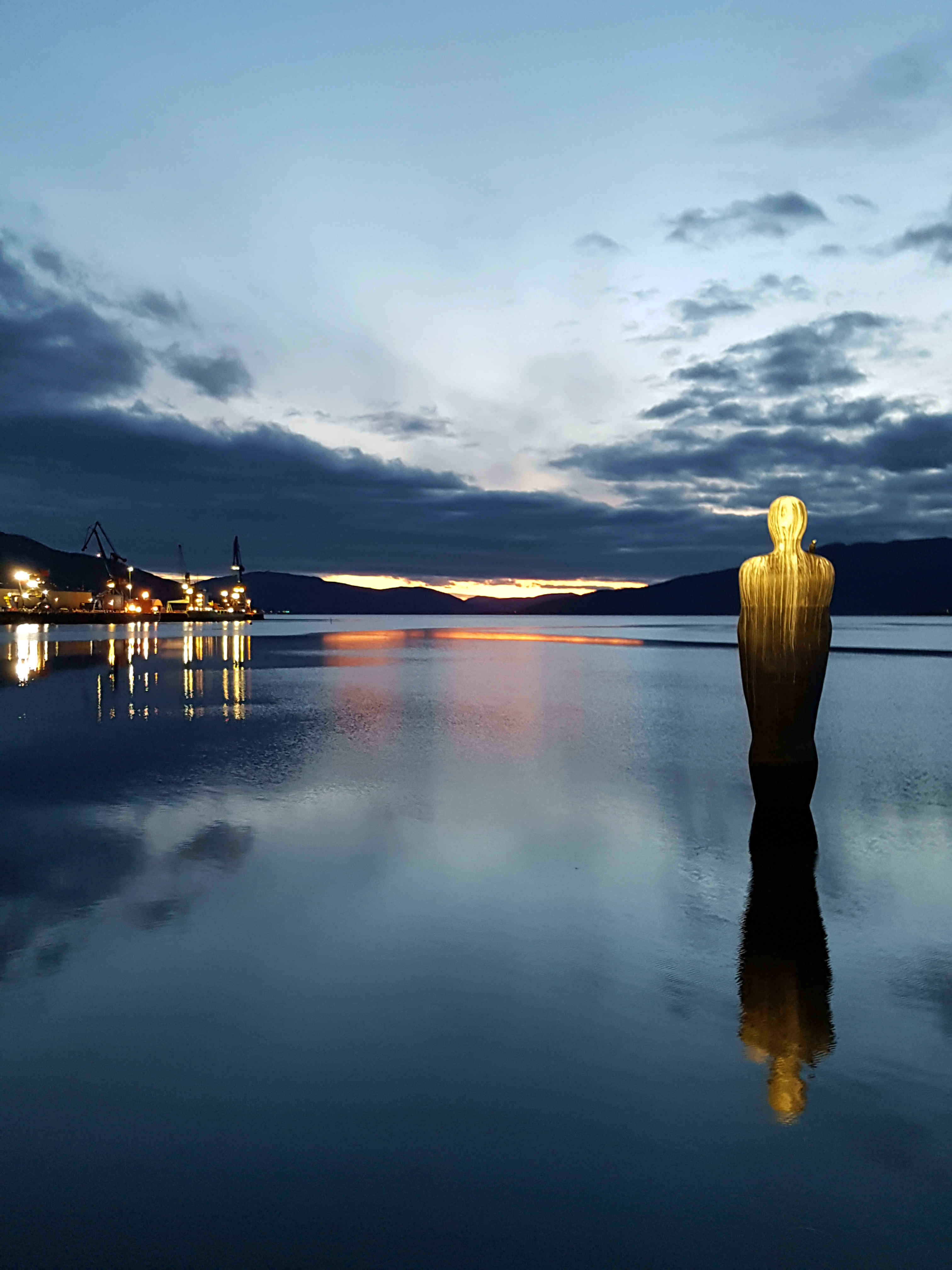
Vue sur le fjord.

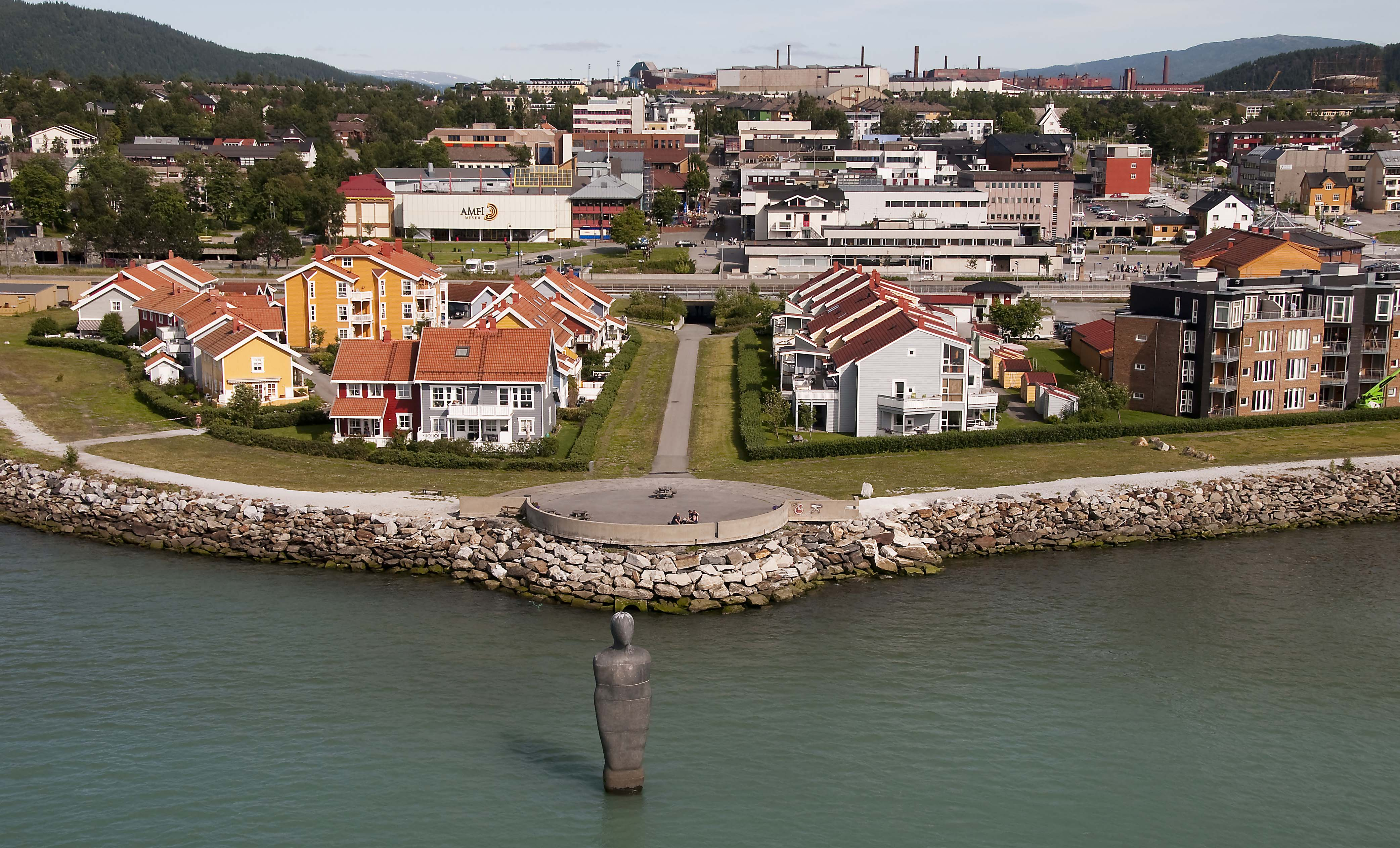
Emplacement en face de la ville.

Havmannen, ou Havmann (en français : « L'homme de la mer »), est une sculpture en granit de l'artiste anglais Antony Gormley située dans la ville de Mo i Rana, dans le nord de la Norvège.

## Situation
La sculpture se dresse fièrement dans le « Ranfjord » de la ville de Mo i Rana, souvent appelée en Norvège « Polarsirkelbyen » (en français : la « ville du cercle arctique »).

## Description
La sculpture mesure 11 mètres de haut, pèse 60 tonnes et, selon Lonely Planet, est « s'enfonce à jamais dans l'eau jusqu'aux genoux, tourne le dos à la ville et regarde résolument le fjord ».
"L'homme de la mer" est un géant de pierre sombre dont les membres se fondent dans la silhouette globale de son corps. Il est immergé dans un fjord, se tenant à environ quinze mètres du rivage, avec de l'eau jusqu'à mi-mollet. La statue tourne le dos à la ville, invitant ainsi le spectateur à contempler les vastes horizons.

## Histoire
À l'origine, l'artiste avait envisagé de créer la sculpture en acier, en s'inspirant de l'industrie sidérurgique traditionnelle qui était l'un des piliers de l'industrie de Mo i Rana, et de la placer dans le fjord pour illustrer les contrastes marqués entre la nature et l'industrie. Cependant, l'industrie locale subissait à l'époque des changements majeurs, avec la fermeture d'usines non rentables et subventionnées par l'État, dont l'usine sidérurgique locale. Il était donc impossible de réaliser le projet en utilisant l'acier local. Par conséquent, Havmann allait devenir la première grande sculpture en pierre d'Antony Gormley,.
La sculpture a été créée et érigée dans le Ranfjord en 1995 dans le cadre d'Artscape Nordland, ce qui a suscité une controverse et de nombreux débats dans les médias locaux, notamment dans le journal local Rana Blad, qui a reçu des centaines de lettres et plus de 300 poèmes consacrés à la sculpture. Le débat local a duré des mois.
Malgré le débat et la controverse initiaux, les habitants de Mo i Rana sont aujourd'hui fiers de la sculpture de l'artiste de renommée internationale Antony Gormley et l'ont adoptée comme ambassadrice de la ville. La sculpture a inspiré et donné son nom à un festival annuel, Havmanndagene (« les journées Havmann ») qui se tient chaque année dans la ville au mois de mai.